# Den ammande madonnan

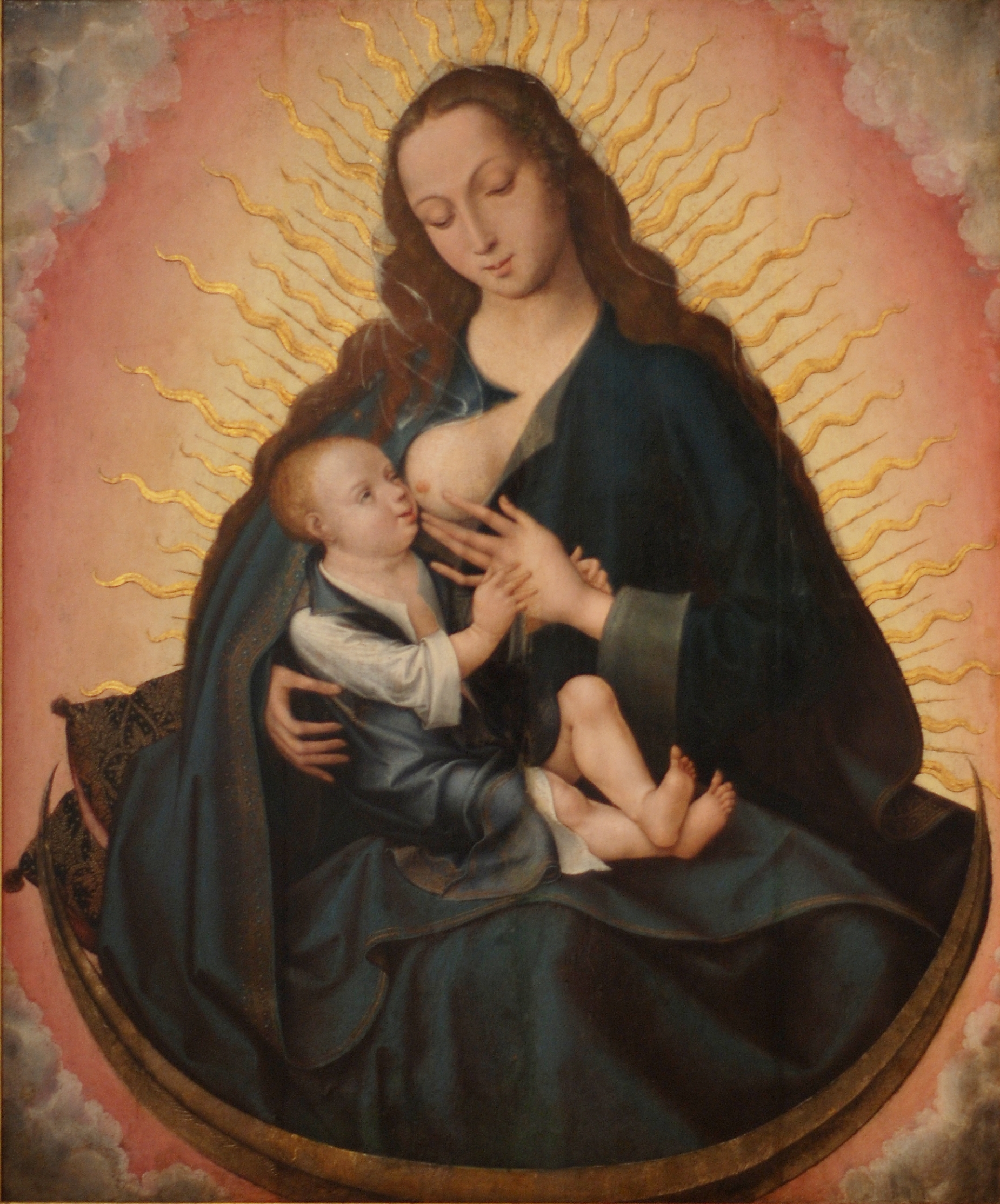
Den ammande madonnan målad av en okänd flamländsk målare på 1500-talet.

Den ammande madonnan, även Virgo Lactans eller Maria Lactans, är en framställning av Jungfru Maria som ammar Jesusbarnet.
Motivet omtalades av påve Gregorius I omkring år 600 och syns på en 1100-talsmosaik på fasaden till Santa Maria in Trastevere i Rom. Det har använts som motiv på ikoner inom den grekisk-ortodoxa och rysk-ortodoxa kyrkan. Cisterciensordens uppsving på 1100-talet tycks ha ökat användningen av motivet.
Under medeltiden kopplade man inte ihop nakenhet med sexualitet, utan såg den som en symbol på livets början. Att Jungfru Maria visar sina nakna, mjölksprutande bröst skall ses i den kontexten och mjölkens teologiska betydelse kan jämföras med Jesu Kristi blod.
Nordiska exempel på Maria Lactans är bland annat en väggmålning från senare hälften av 1400-talet i Finströms kyrka på Åland och den fint utskurna Edshultsmadonnan från den gamla kyrkan i Edsholm i Småland. Skulpturen finns på Historiska Museet i Stockholm.
Efter det tridentinska kyrkomötet i mitten av 1500-talet avrådde man från nakenhet i religiösa motiv, och den ammande madonnan försvann som motiv inom kyrkan. Barockmålare som El Greco och Orazio Gentileschi fortsatte dock att avbilda den heliga familjen med en ammande Jungfru Maria.
En variant på temat är illustrationen av Bernhard av Clairvauxs mirakel på 1100-talet. Legenden berättar att en staty av Jungfru Maria sprutade mjölk på honom från sitt vänstra bröst när han bad om vägledning.

## Bildgalleri

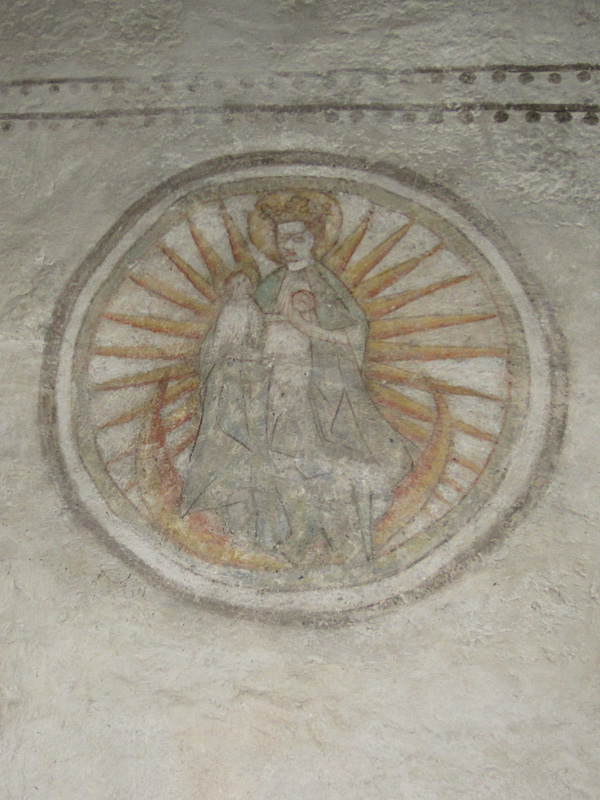
Maria Lactans i Finströms kyrka.
Jan van Eyck, Luccamadonnan (cirka 1437).
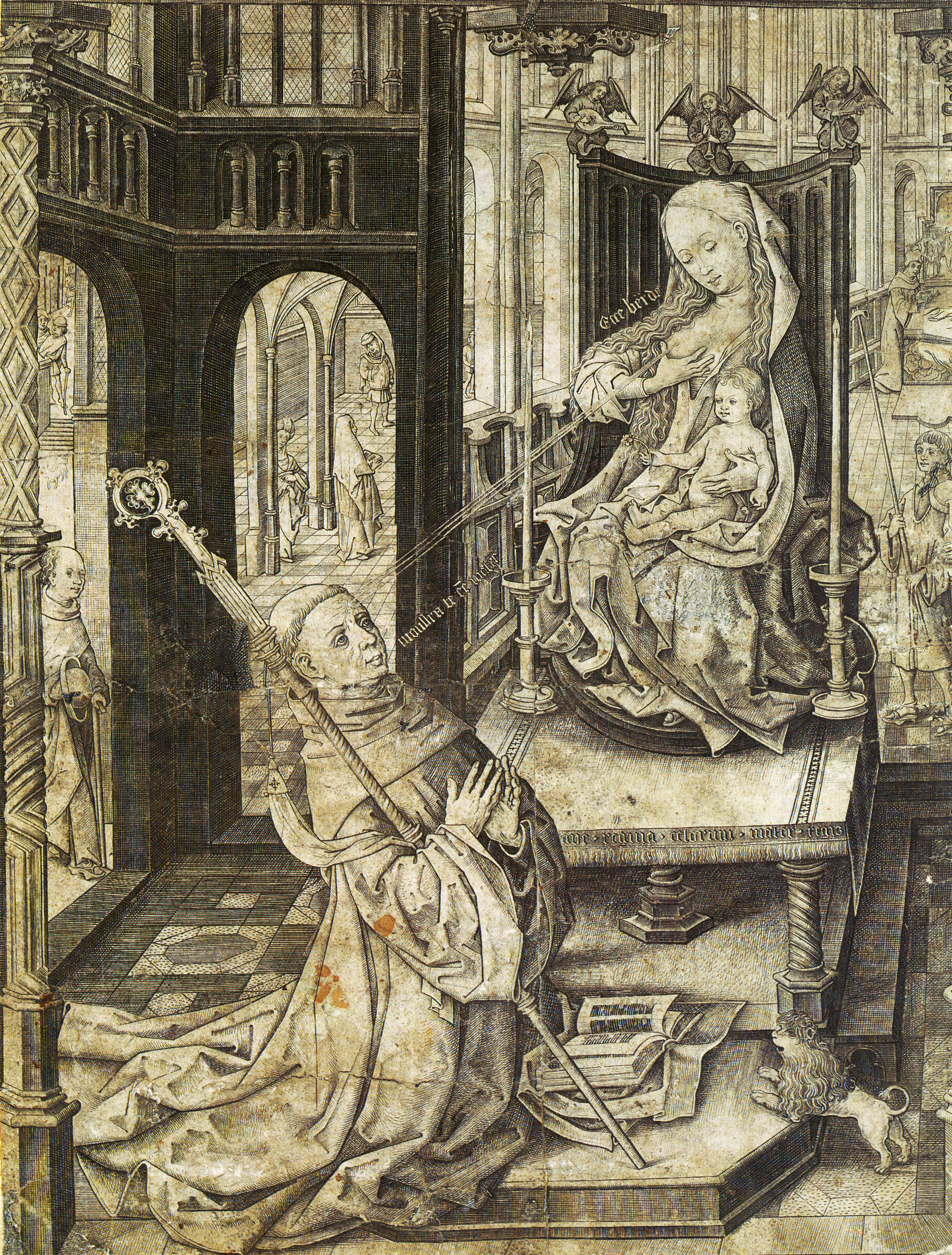
Bernhards mirakel, gravyr, cirka 1485.
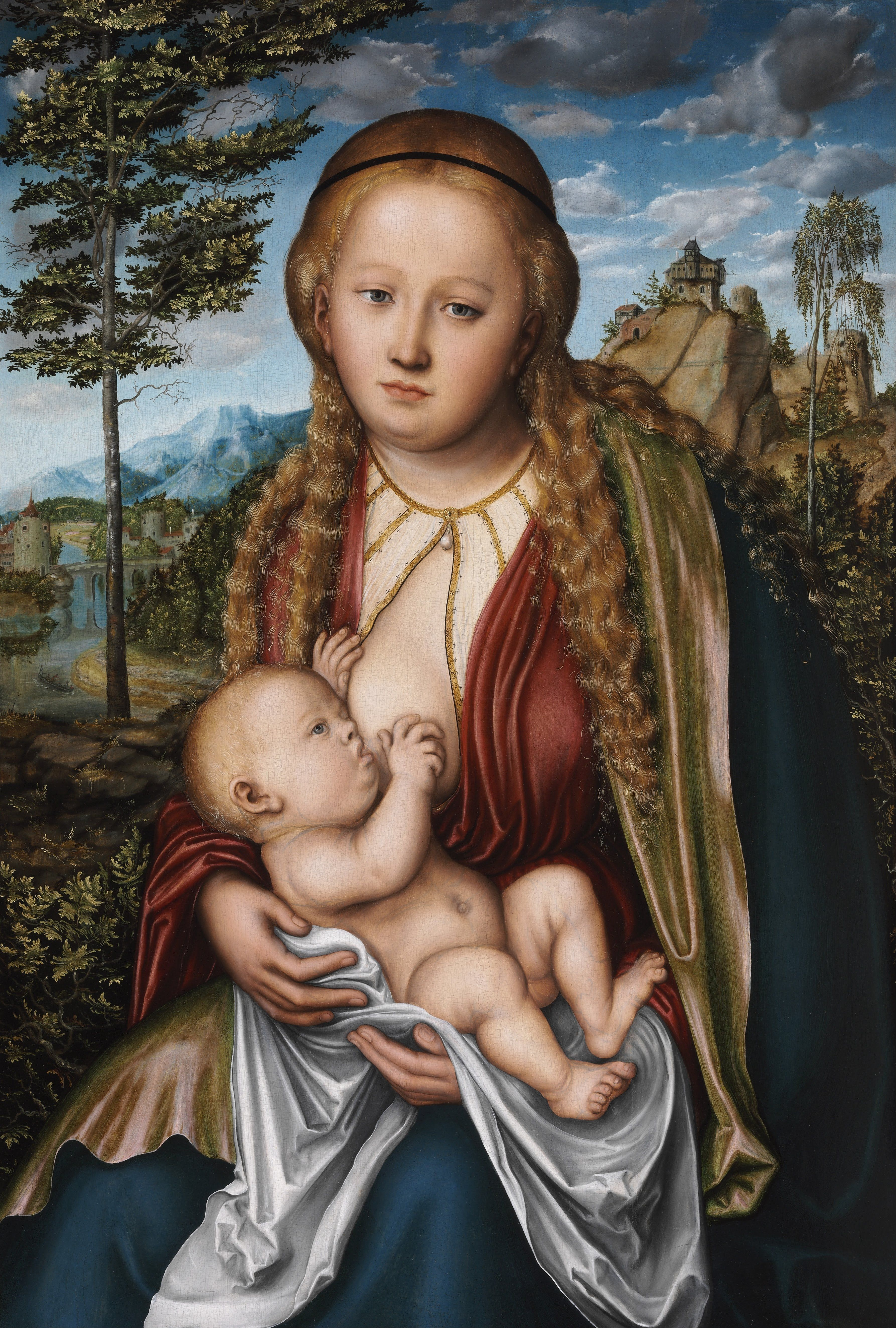
Den ammande madonnan av Lucas Cranach den äldre (cirka 1515), Museet för sköna konster, Budapest.